# Geniza

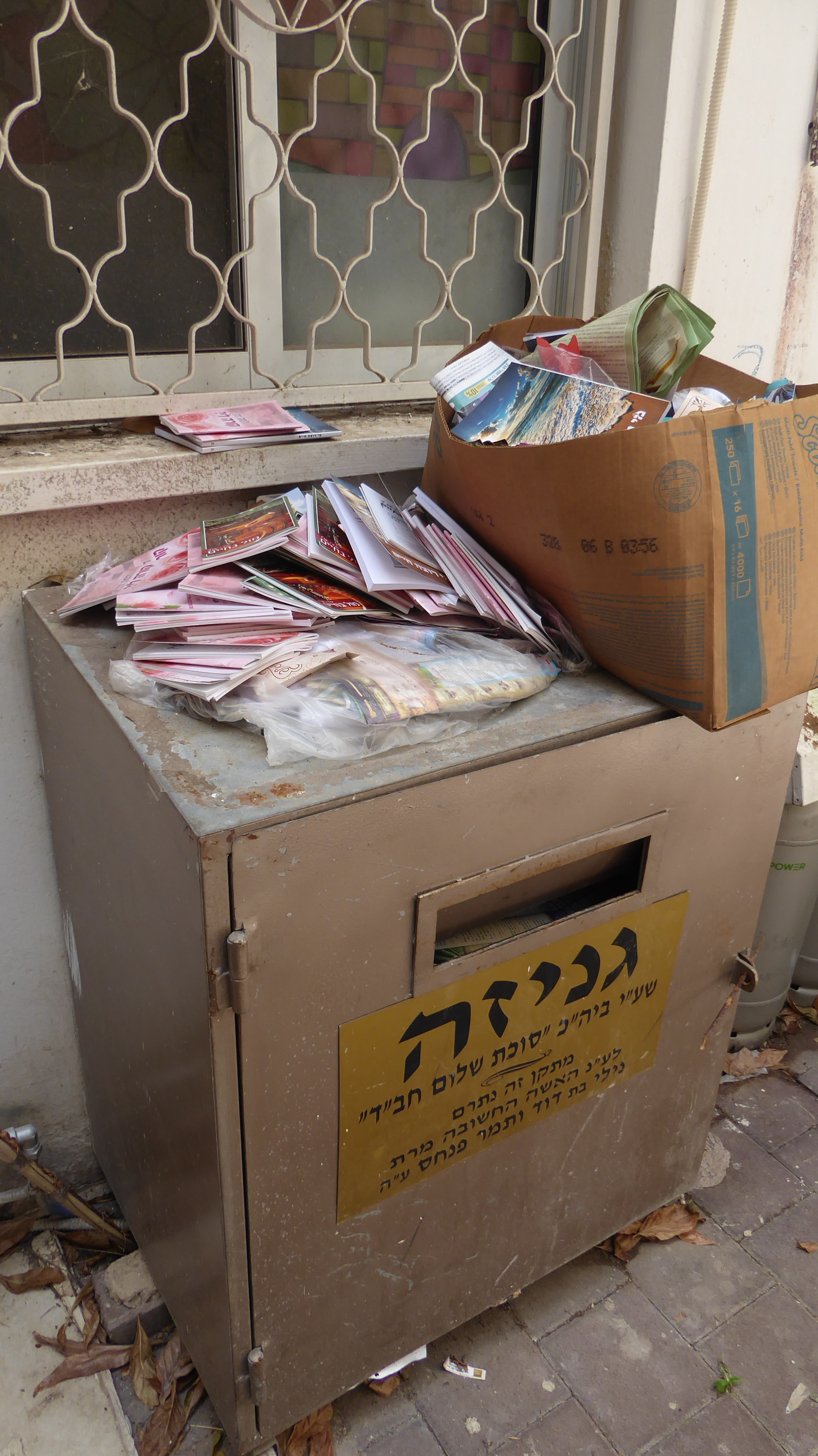
Geniza

Geniza (hebr. גניזה; plural genizot) är en speciell plats i synagogan, en box, där man lagrar föremål och dokument som tagits ur bruk och som innehåller gudsnamnet JHVH. Det kan röra sig om bristfälliga tefillin, trasiga torarullar eller andra skadade heliga böcker.
Enligt judisk tradition är Guds namn så heligt att när det väl har blivit nedtecknat inte får förstöras. Denna tradition kopplas till bibelordet i 5 Mos 12:3-4  där det står att israeliterna ska utplåna avgudarnas namn. I Talmud Traktat Shabbat 115a föreskrivs användandet av genizot även för heliga skrifter på andra språk än hebreiska.
Istället för gudsnamnet brukar fromma judar i sina brev och andra texter endast skriva ut en av bokstäverna i tetragrammaton he följt av en apostrof , för att dokumenten ska kunna förstöras när de inte längre behövs. På svenska och engelska används ibland G-d, istället för gudsnamnet.
Genizot kan vara placerade på olika platser i synagogan, alltifrån uppe på taket, som i till exempel Prag, till underjordiska källare, bland annat i Teheran. När en geniza är full begravs innehållet, ofta på en judisk kyrkogård under en ceremoni. Synagogor i Jerusalem begraver innehållet i sina genizot var sjunde år och ibland även i samband med torka i hopp om att det ska bli regn.
Tack vare bruket av genizot har mycket material bevarats genom historien. Man har hittat getizot med mycket gamla dokument, bland annat i Kairo. Genizan i Kairo upptäcktes 1864 av Jacob Saphir och undersöktes framför allt av Solomon Schechter. Innehållet bestod av handskrifter från tiden mellan 700-talet och 1200-talet. Många av dokumenten är handelsdokument, men det fanns också skrifter av mer religiös form, till exempel ett fragment av predikaren på hebreiska. Schechter publicerade ett dokument från genizan som han kallade A Zadokite Work. Detta dokument kom senare att kallas Damaskusdokumentet  och kan kopplas till Qumranrullarna.